# سد تایپیگوان
سد تایپیگوان (به لاتین: Taipingwan Dam) یک سد و نیروگاه برقابی در چین است که در Dandong, China/Sinuiju, North Korea واقع شده‌است.